# Chalcides lanzai
Espèce
Synonymes
- Chalcides ocellatus lanzai Pasteur, 1967

Statut de conservation UICN

 NT  : Quasi menacé
Chalcides lanzai est une espèce de sauriens de la famille des Scincidae.

## Répartition
Cette espèce est endémique du Maroc. Elle se rencontre dans le Moyen Atlas.

## Étymologie
Cette espèce est nommée en l'honneur de Benedetto Lanza,.

## Publication originale
- Pasteur, 1967 : Notes sur les sauriens du genre Chalcides (Scincidés). II. Premièr note sur le complexe de Chalcides ocellatus, avec description de Chalcides ocellatus lanzai. Bulletin de la Societe des Sciences Naturelles du Maroc, vol. 47, p. 395-398.